# Алан Кей
Алан Кьортіс Кей (англ. Alan Curtis Kay; 17 травня 1940) — американський науковець у галузі теорії обчислювальних систем, відомий завдяки своїм піонерським роботам в галузі об'єктно-орієнтованого програмування, проектуванню віконного графічного інтерфейсу користувача, а також завдяки відомій фразі — «Найкращий спосіб спрогнозувати майбутнє — винайти його». Президент дослідницького інституту Вьюпоінта, ад'юнкт-професор інформатики в Каліфорнійському університеті та радник в TTI/Vanguard. До середини 2005 року був головним співробітником в HP Labs, читав лекції в Кіотському університеті та був ад'юнкт-професором в Массачусетському технологічному інституті.
Розробив мову програмування Smalltalk, де вперше був застосований об'єктно-орієнтована підхід. Лауреат премії Тюрінга 2003 року за роботу над об'єктно-орієнтованим програмуванням, Премії Кіото (2004). Один з засновників проекту One Laptop Per Child.

## Ранні роки та навчання
Народився Алан Куртіс Кей 17 травня 1940 року в місті Спрингфілд, Массачусетс, у родині гуманітаріїв і музикантів. Його мати була професійною співачкою, тому вагоме місце в його дитинстві приділялася музиці. Після закінчення школи став студентом коледжу, але за участі в акціях протесту студентів-євреїв був виключений. З цієї причини був змушений влаштуватися на роботу викладачем музики по класу гітари. Під час проходження військової служби, він пройшов тест на здатність до програмування. Подальша його служба проходила в ВПС США, де він працював на комп'ютері IBM 1401.
Після демобілізації Кей поступає на навчання в Колорадський університет і здобув там ступінь бакалавра з математики та молекулярної біології. Перед і під час навчання він працював професіональним джазовим гітаристом.
В 1966 році він вступив до магістратури в університеті Юти на факультет інженерії, здобув ступінь магістра та доктора філософії. Тут він працював з Айвеном Сазерлендом, який розробив піонерські графічні програми включно з Sketchpad. Сазерленд надихнув Кея на роздуми про програмування та об'єкти, це підштовхує його до вивчення мови Simula. Внаслідок чого він формулює принцип біологічної аналогії, стверджуючи, що ідеальний комп'ютер повинен бути подібний до живого організму, де кожна клітина індивідуальна, але разом вони можуть утворювати єдину систему, здатну до перегрупування і зміни структури.
Оскільки він почав витрачати більше часу на дослідження ARPA, він завершив свою кар'єру професійного музиканта.

## Конструкціонізм, Dynabook та Smalltalk
Восени 1968 у Кея відбувається ще одна знаменна зустріч, яка багато в чому вплинула на його майбутнє. Він зустрів Сеймура Паперта і деякий час працював разом з ним в лабораторіях штучного інтелекту в Массачусетському технологічному і Стенфордському університетах. В цей час він познайомився з мовою програмування Лого, діалектом Lisp пристосованим для цілей навчання. Це привело його до вивчання робіт Жана Піаже, Жерома Брюнера, Льва Виготського, а також теорії конструкціонізму в навчанні. Паралельно Кей починає розробляти програмне забезпечення для комп'ютера Flex, розробленого в лабораторії. Хоча Flex не був запущений в масове виробництво, він по суті став прототипом персонального комп'ютера.
У 1969 році Кей захистив докторську дисертацію, в якій розробив принципи створення персонального комп'ютера — потужного, але простого в управлінні. Після захисту дисертації Кей надійшов на роботу в лабораторію штучного інтелекту Стенфордського університету, а в 1971 році перейшов в дослідницький центр фірми Xerox в Пало-Альто (Palo Alto Research Center), де продовжив теоретичну розробку прототипу персонального комп'ютера, названого їм Dynabook — цей комп'ютер, що не перевищує розмір блокнота, повинен був володіти можливостями для обробки текстів і графічної інформації, а також служити засобом зв'язку з віддаленими базами даних. Крім того, цей комп'ютер повинен був бути недорогим і доступним широкому колу покупців.
У 1972 році стає керівником групи перспективних досліджень (Learning Research Group) в Xerox Palo Alto Research Center.
Протягом 1970-х років він був одним з провідних розробників прототипів мережевих робочих станцій, використовуючи Smalltalk. Ці винаходи в наступному були використані Apple Computer в їх комп'ютерах Lisa та Macintosh.
Кей — один з «батьків-засновників» об'єктно-орієнтованого програмування, разом з декількома колегами з PARC і попередниками з Норвезького обчислювального центра. Він подав концепцію Dynabook, який визначив концептуальну базу для ноутбука, планшетного комп'ютера та електронної книги, і є архітектором сучасного графічного інтерфейсу користувача з вікнами, що перетинаються. Через те, що Dynabook був задуманий як навчальна платформа, Кей вважається одним з перших дослідників мобільного навчання, і насправді, багато ідей Dynabook дісталися в спадок при проектуванні навчальної платформи One Laptop Per Child, в якому Кей бере активну участь.
Після 10 років в Xerox PARC, Кей на три роки став головним науковцем в Atari.

## Подальша діяльність
Починаючи з 1994, Кей був провідним дослідником (Apple Fellow) в Apple до закриття групи перспективних технологій (ATG), одного з відділів досліджень і розробок. Тоді він приєднався до Walt Disney Imagineering як головний дослідник (Disney Fellow) і залишався там доти, доки Дісней не закрив свою програму Disney Fellow. Після Діснея, в 2001 він заснував дослідницький Інститут Вьюпоінта, неприбуткову організацію присвячену дітям, навчанню і передовій розробці програмного забезпечення.
Пізніше Кей працював у команді Applied Minds, потім став головним співробітником в Hewlett-Packard допоки HP не розпустила команду з перспективних досліджень у галузі програмного забезпечення 20 липня 2005 року.
З 2006 року розробляє систему STEPS (STEPS Toward Expressive Programming Systems) на гранти National Science Foundation.
Нині він очолює Інститут Вьюпоінта.

## Нагороди і премії
- C & C Prize (2001)
- Премія Тюрінга (2003)
- Премія Кіото (2004)
- Премія Чарльза Старка Дрейпера (2004)